# Scyloxes asiatica
Scyloxes asiatica là một loài nhện trong họ Scytodidae. Chúng thuộc chi đơn loài Scyloxes, được Peter Mikhailovitch Dunin miêu tả năm 1992, thường xuất hiện ở Tajikistan.